# Mario Clash
Mario Clash — игра, разработанная и изданная компанией Nintendo в 1995 году для Virtual Boy. Технически это первая 3D-игра в серии Mario и ремейк Mario Bros.
Mario Clash была разработана как стереоскопическая версия оригинальной аркадной игры Mario Bros.
Истинная трёхмерность реализована лишь в игре Super Mario 64.

## Игровой процесс
Цель игры — сбить всех врагов на определенном уровне с уступов. Это достигается прыжком на черепаху Купа, сбором её панциря, а затем бросанием его на других врагов, чтобы победить их. Уровни состоят из двух плоскостей — переднего и заднего плана с нижним, средним и верхним полами на каждой плоскости и четырех труб, соединяющих различные комбинации плоскостей и полов. Некоторые враги могут быть побеждены, когда Марио бросает панцирь во врага в той же плоскости, что и он сам, в то время как другие могут быть побеждены только в том случае, если Марио бросает панцирь в противника на задний план с переднего плана или наоборот.
Единственный дополнительный предмет в игре — это гриб, взяв который, игрок переходит в режим неуязвимости, когда атака панцирем побеждает любого врага, к которому он прикасается, независимо от его защиты. В игре есть 99 уровней, хотя игрок может выбрать только первые 40 уровней. Игра технически не может сохранять прохождение или таблицу рекордов, поскольку картридж игры не содержит батареек. Соответственно рекорды сохраняются только до выключения портативной игровой консоли.

## Разработка
Mario Clash был разработан подразделением Nintendo R&D1, разработкой игры управлял Гумпэй Ёкои. Эта же команда отвечала за разработку самого Virtual Boy. Свой вклад внёс в разработку игры и Сигэру Миямото.
Вследствие успеха линейки систем Game Boy в сочетании с общим убеждением общественности в том, что ещё слишком рано выпускать следующее поколение игровых приставок, а также из-за провала таких игровых приставок, как 3DO и Atari Jaguar, команда провела мозговой штурм по разным направлениям.
Эта же команда создала систему, которая использовала два изображения для стереоскопической графики. Virtual Boy стал конечным результатом на аппаратном уровне, а Mario Clash и Mario’s Tennis — конечным результатом на программном уровне. Во время разработки Mario Clash Nintendo назвала его «возможно, самым перспективным тайтлом» для Virtual Boy.
Mario Clash использует красно-чёрную цветовую палитру и параллакс для стереоскопического эффекта.